# نینتندو دایرکت
نینتندو دایرکت (به انگلیسی: Nintendo Direct) یک مراسم ارائه آنلاین مخصوص شرکت نینتندو است که در آن دربارهٔ محتوای آینده شرکت، بازی‌ها و… اطلاعات ارائه می‌شود. در ۲۱ اکتبر ۲۰۱۱ نخستین مراسم در ژاپن و آمریکای شمالی پخش شد و سپس در اروپا، استرالیا و کره جنوبی گسترش یافت.